# 黄国柱
黄国柱（ファン・グクジュ、황국주, 黃國柱）は朝鮮黄海道出身の熱狂的神秘主義的宗教家。
間島龍井中央教会で信仰生活を始め、百日祈祷をしながら髪と髭を伸ばし自身の姿をイエスに似せた。「頭もイエスの頭、血もイエスの血、心もイエスの心、全部イエス化した。」とし、新しいエルサレム都城を探して熱狂的男女と共に巡礼に出、ソウルに行った際には多くの見物人が殺到した。一行を目撃した趙昇済牧師は、「男女60名程の群れが礼拝堂付近の陰の下で暑さを避けていた。彼らはあちらこちらに分かれて横になっていたが、その光景はとても乱雑に見えきまりが悪かった。」と感想を残している。
三角山に祈祷院を構え、「モッガルム」と「ピガルム」を教理として広め、それらを「霊体交換」として実践した。自身は純粋なので異性に触れても問題ないとする道徳的完全主義をとった。
1933年5月、雑誌『若鶏霊界』を刊行して自身の信仰と思想を広めようとしたが、1933年平安道の安州老会により韓俊明、劉明花とともに異端と認定された。
韓国・朝鮮の宗教を研究する渕上恭子は1993年に、1930年代のキリスト教神秘主義に始まり「イエス教会」の系譜に連なる聖主教や統一教（統一教会）などの教団や、黄国柱などの周辺にみられた神秘主義者を「血分け教」（混淫派）と呼んでいるが、帝塚山学院大学の古田富建は、渕上の論にはその中身に関する具体的な考察がないことを指摘している。